# Накаґава (Хоккайдо)

44°48′41″ пн. ш. 142°4′17″ сх. д. / 44.81139° пн. ш. 142.07139° сх. д.
Накаґа́ва (яп. 中川町, なかがわちょう, МФА: [nakagawa t͡ɕoː]) — містечко в Японії, в повіті Накаґава округу Камікава префектури Хоккайдо. Станом на 1 жовтня 2008 року площа містечка становила 594,87 км². Станом на 31 березня 2017 населення містечка становило 1601 осіб.